# Setge de Llucena (1837)
El Setge de Llucena de 1837 fou una batalla de la Primera Guerra Carlina que tingué lloc en el municipi valencià de Llucena (l'Alcalatén).

## Antecedents
A Llucena, a diferència de les viles dels voltants, les famílies lliberals es van quedar en la localitat per a opondre resistència als carlins, i a l'inici de 1834 es va formar una milícia urbana comandada per Francisco Sangüesa, de 300 hòmens en tres companyies de 100, que va augmentar a 500 en cinc companyies en 1835. Eixa força serví de nucli defensiu de les viles dels voltants.
El 10 d'abril de 1834 a l'Acció de Maials, les forces carlines de Manuel Carnicer foren derrotades per les columnes dels generals Josep Carratalà i Manuel Bretón, comandants generals de Tarragona i de Tortosa, respectivament i aconseguiren evitar que s'uniren les forces carlines del Maestrat amb les que operaven al Principat i la revolta s'estenguera a la vall del Segre i l'Urgell. El mes de maig de 1834, Carnicer no va poder prendre Llucena a l'assalt, i va rebre instruccions d'anar a la Caserna Reial del Pretendent Carles Maria Isidre de Borbó per a rebre grau i órdens, havent deixat el coronel Cabrera el comandament interí de les seues tropes. Però va ser detingut per les forces cristines a Miranda de Ebro i va ser afusellat allí mateix el 6 d'abril del 1835. En conseqüència, Ramon Cabrera prengué el comandament dels carlins al Maestrat. Cabrera va reorganitzar les tropes, i l'agost va atacar el municipi costaner de Vila-real.
La ciutat resistí un primer atac l'1 de novembre de 1835 de Josep Miralles Marín el Serrador, que en encerclar la vila, que no es rendí, cremà els masos dels voltants, donant temps al retorn dels milicians que es trobaven a Castelló i a l'arribada d'una columna lliberal d'Antonio Buil des de Benassal, que havien d'alçar el setge els carlins. A principi de 1836, o final de 1835, fou destinat a Llucena Antonio Caruana com a cap de la guarnició lliberal.
Després del fracàs de l'Expedició Gómez de 1836, mentres Cabrera estava a l'Expedició Reial, Vicent Barreda i Boix La Cova s'havia quedat al Maestrat.

## El primer setge
En abril de 1837 Josep Miralles Marín el Serrador va atacar la ciutat amb un canó que havia capturat a Borriana, però els fusellers defensors van disparar contra la bateria, que es va retirar, i a continuació van fer una eixida que obligà els carlins a retirar-se.

## El segon setge
A la fi de juny el Serrador va fer una nova temptativa sobre Llucena, però els defensors van resistir fins que una columna d'Emilio Borso di Carminati va obligar els assetjadors a fugir.

## El tercer setge
L'agost de 1837, mentre Cabrera participava en l'Expedició Reial, Vicent Barreda i Boix La Cova va fer talar el voltants de Llucena i bombardejà la vila amb un canó i un obús. La ciutat, comandada per Antonio Caruana resistí el setge i en una eixida els defensors van atacar els reductes i aconseguiren capturar l'obús, podent salvar als carlins el canó però alçant el setge.

## Conseqüències
La vila fou atacada de nou en març de 1838 per Ramon Cabrera, Francesc Tallada i Forcadell i Lluís Llangostera i Casadevall. La resistència de la vila als atacs carlins li va valdre en 1838 el títol de "Heroica Vila", que figura en el seu escut.